# Elpidifor Kirillov
Pour les articles homonymes, voir Kirillov.
Elpidifor Anempodistovitch Kirillov (en russe : Елпидифор Анемподистович Кири́ллов, né le 8 octobre 1883 – mort le 27 novembre 1964) est un physicien soviético-russe. Il est le fondateur d'une école scientifique à Odessa spécialisée en photographie.

## Biographie
Elpidifor Kirillov naît à Șipca, dans l’actuelle Moldavie. Il obtient un diplôme de l'université d'Odessa en 1907 et demeure rattaché au département de physique. De 1908 à 1915, il travaille comme assistant à l'université pour femmes, puis au département de physique et mathématiques de l'université de Novorossiïsk. 
En 1915, Kirillov devient professeur assistant.
À partir de 1921, il dirige le département de physique expérimentale. En 1926, il dirige l'Institut de physique de l'université d'Odessa, poste qu'il conservera jusqu'à sa mort. En 1939, avec le soutien de l'Académie des sciences de Russie, il obtient le titre de docteur en physique et mathématiques sans soutenir une thèse. 
Au cours de la Grande Guerre patriotique, Kirillov travaille à Maïkop et à Baýramaly. De 1944 à 1950, il dirige le département de physique de l'université médicale d'État d'Odessa (en).
Kirillov meurt à Odessa à l'âge de 81 ans.